# Scott Tremaine
Scott Duncan Tremaine (nacido en 1950) es un astrofísico canadiense. Es miembro de la Royal Society of London, la Royal Society of Canada y la National Academy of Sciences. Tremaine esta ampliamente considerado como uno de los principales astrofísicos del mundo por sus contribuciones a la teoría del sistema solar y la dinámica galáctica.
Tremaine es el nombre del asteroide 3806 Tremaine.
 Se le acredita haber acuñado el nombre de «cinturón de Kuiper».

## Carrera
Obtuvo una licenciatura en la Universidad McMaster en 1971, y un doctorado de la Universidad de Princeton en 1975. Recibió un doctorado honorario de la Universidad McMaster en 1996. Fue profesor asociado en el Instituto Tecnológico de Massachusetts de 1981 a 1985. Se convirtió en el primer director del Instituto Canadiense de Astrofísica Teórica en la Universidad de Toronto en 1986, cargo que ocupó hasta 1996. Obtuvo la rara distinción de «Profesor universitario» en la Universidad de Toronto en 1995. En 1997, dejó CITA y tomó una posición como profesor en la Universidad de Princeton, convirtiéndose en presidente del departamento de Ciencias Astrofísicas de 1998 a 2006.
Scott Tremaine es actualmente profesor en el Instituto de Estudios Avanzados, por lo que dejó la Universidad de Princeton en 2007, siendo reemplazado como jefe de departamento por David Spergel.

## Logros científicos

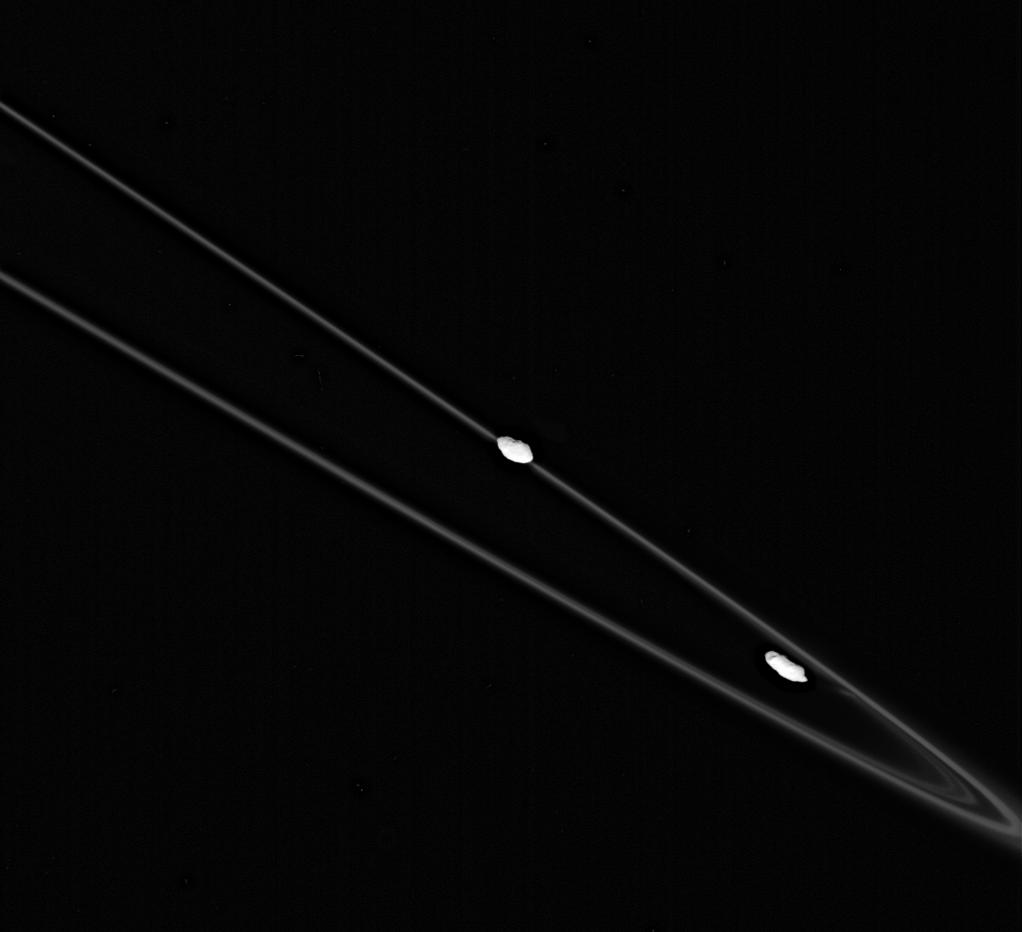
Pandora y Prometeo guiando el anillo F de Saturno, según lo predicho por Goldreich y Tremaine

Tremaine, junto con Peter Goldreich, predijo correctamente que las lunas pastoras crearon el delgado anillo F de Saturno, así como los delgados anillos de Urano en 1979. Las lunas de Saturno Prometeo y Pandora se observaron por primera vez en 1981 y lunas pastorales se encontraron alrededor de los anillos de Urano en 1986. Tremaine es coautor del libro Galactic Dynamics, Dinámica galáctica, junto a James Binney, que a menudo se considera la referencia estándar en el campo y ha sido citado más de tres mil veces en publicaciones académicas. Tremaine, junto con colaboradores en la Universidad de Toronto, mostró que los cometas de período corto se originan en el cinturón de Kuiper. A Tremaine se le atribuye la sugerencia de que el aparente «doble núcleo» de la Galaxia de Andrómeda era en realidad un solo anillo de viejas estrellas rojas.

## Premios y honores
- En 2013, ganó el Premio de la Fundación Tomalla por su trabajo sobre dinámica gravitacional.
- En 2010, recibió un doctorado honorario de la Universidad de Toronto «en reconocimiento a sus contribuciones académicas al campo de la astrofísica y su liderazgo administrativo en apoyo de la ciencia canadiense e internacional».[29]
- En 2005, ganó el Premio de Investigación de la Fundación Alexander von Humboldt.
- En 2002, fue elegido miembro de la Academia Nacional de Ciencias.
- En 1999, recibió un doctorado honoris causa en Ciencias de la Universidad de St. Mary's.
- En 1998, ganó el Premio Dirk Brouwer, otorgado por la División de Astronomía Dinámica de la Sociedad Astronómica Americana[30] «en reconocimiento a sus numerosas contribuciones destacadas a una amplia gama de problemas dinámicos tanto en el sistema solar como en la dinámica galáctica».[23]
- En 1997, recibió el Premio Dannie Heineman de Astrofísica por «diversas y perspicaces aplicaciones de la dinámica de los planetas, los anillos, los cometas, las galaxias y el universo».[20]
- En 1996, recibió un premio honorario de doctor en Ciencias otorgado por la Universidad McMaster.
- En 1994, se convirtió en miembro de la Royal Society of London y también de la Royal Society of Canada.
- En 1990, recibió la Medalla Memorial Rutherford en Física por las Academias de Artes, Humanidades y Ciencias de Canadá por «sus sobresalientes contribuciones al campo de la astrofísica [ sic ], particularmente su espectacular éxito al predecir las propiedades de la dinámica de anillos planetarios y los objetos extraplanetarios que los controlan».[31]
- En 1990, ganó el Premio CS Beals de la Sociedad Astronómica Canadiense, que se otorga por su destacada investigación a un astrónomo canadiense o un astrónomo que trabaja en Canadá.[32][33]
- En 1983, recibió el Premio Helen B. Warner en Astronomía otorgado por la Sociedad Astronómica Estadounidense en reconocimiento a «sus muchas contribuciones sobresalientes a una amplia gama de problemas dinámicos tanto en el sistema solar como en la dinámica galáctica».[23][34]